# Полный иллюстрированный словарь эсперанто

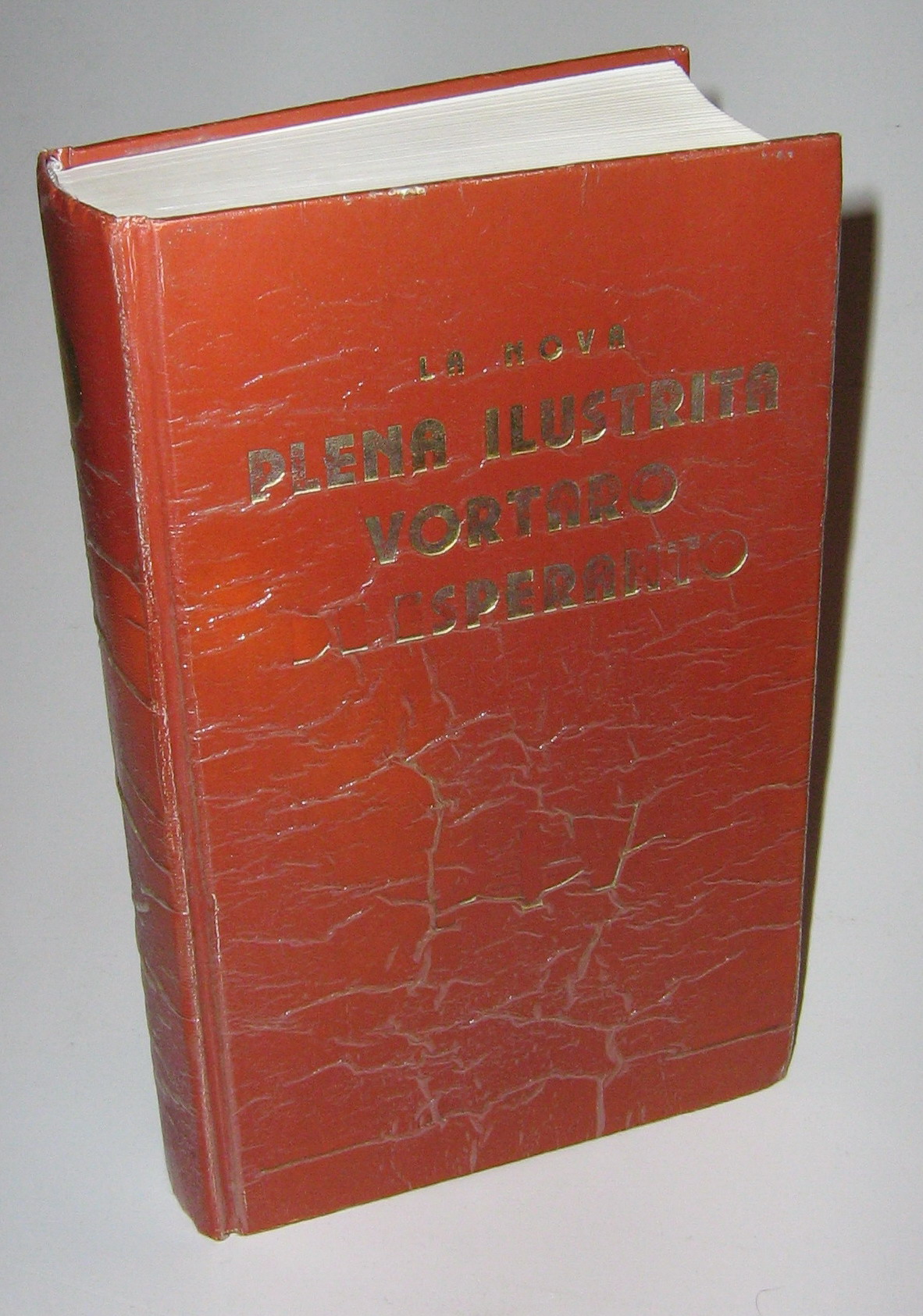
Общий вид PIV издания 2002 года

По́лный иллюстри́рованный слова́рь эспера́нто (эсп. Plena Ilustrita Vortaro de Esperanto, PIV) — наиболее объёмный толковый словарь языка эсперанто. Словарь был подготовлен группой эсперантологов и специалистов под общей редакцией Г. Варенгьена в конце 1960-х годов. Его первое издание вышло в 1970 году, в 1987 году появилось Дополнение к словарю; в 2002 и 2005 году вышло переработанное издание под названием Новый полный иллюстрированный словарь эсперанто (эсп. Nova Plena Ilustrita Vortaro de Esperanto, NPIV, PIV2002, PIV2005). В эсперанто-сообществе словарь рассматривается как наиболее авторитетный, а для эсперанто как языковой системы он играет, по сути, нормирующую роль. На его основе было подготовлено и выпущено несколько эсперанто-национальноязычных словарей.

## История создания

### Работа над словарём-предшественником
Предшественником Полного иллюстрированного словаря следует рассматривать так называемый Полный словарь (эсп. Plena vortaro). Работы над ним были начаты в декабре 1927 года; главным инициатором его создания выступил французский эсперантист Эжен Ланти (бывший тогда председателем и идейным вдохновителем Всемирной Вненациональной Ассоциации, SAT). По замыслу Ланти Полный словарь должен был стать удобным и практичным руководством, понятным обычному эсперантисту. Поэтому было решено ввести в состав словаря не только толкования отдельных слов, но и примеры их употребления, позаимствованные из произведений наиболее авторитетных писателей на эсперанто (в первую очередь — самого Заменгофа).
Общее руководство над созданием словаря было поручено французскому лингвисту Э. Грожан-Мопину; с ним сотрудничали А. Эсселин и Г. Варенгьен, однако Эсселин в связи с болезнью не смог  внести значительного вклада, поэтому бо́льшую часть работы выполнил, по сути, Г. Варенгьен. К общелитературной лексике было решено добавить определённое число технических и узкоспециализированных терминов; эту работу координировал С. Гренкамп-Корнфельд, который, однако, имел гуманитарное образование, поэтому техническая часть первого издания вышла недостаточно выверенной и сбалансированной. Единственным действительно хорошо проработанным разделом оказался «исторический материализм».
Словарь вышел в октябре 1930 года и оказался столь востребованным, что уже в декабре Э. Ланти планировал осуществить второе издание. Оно вышло, однако, только в июле 1934 года. По сравнению с первым изданием значительно увеличилось количество примеров и добавилось около 200 новых словарных статей — в итоге второе издание Полного словаря вмещало 7004 словарных статьи, которые в сумме (с учётом производных слов, приводимых в статьях) толковали около 15 тысяч слов. В 1953 году под руководством Г. Варенгьена было выпущено Дополнение к полному словарю, которое добавило ещё около 900 словарных статей. С тех пор словарь неоднократно переиздавался, последнее (11-е) издание вышло в 1996 году.
Несмотря на критику (в основном словарь критиковался за включение многих так называемых «неологизмов»), Полный словарь быстро стал рассматриваться как наиболее авторитетный и, по сути, нормирующий словарь эсперанто (хотя на эту роль он изначально и не претендовал). На его основе был подготовлен ряд других словарей, в том числе первый «Обратный словарь эсперанто» (в 1967 году; интересно, что его подготовка производилась с помощью компьютера, тогда ещё работавшего с перфокартами, таким образом, Полный словарь стал первым словарём эсперанто, записанным в электронном виде). Авторитет словаря был так велик, что даже в 1980-х годах (уже после выхода Полного иллюстрированного словаря) некоторые словари эсперанто приводили информацию о том, содержится ли тот или иной корень в Полном словаре. PV также послужил основой для Сетевого словаря эсперанто и, таким образом, продолжает оказывать влияние на уже третье-четвёртое поколение эсперантистов.

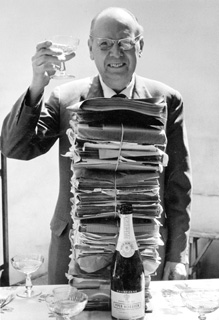
Г. Варенгьен (редактор словаря) вместе с его машинописной рукописью

### Издание PIV
Начиная с 1945 года Г. Варенгьен планировал издание более полного и объёмного словаря эсперанто, который бы толковал также распространённые собственные имена и предложил хорошо разработанную научную терминологию. С помощью международной команды из П. Неергаарда, К. Степ-Бовица и У. Нивельда он начал отбор терминов для нового словаря, однако тогдашняя обстановка не способствовала изданию большого словаря. Накопленный материал был использован Варенгьеном для подготовки Дополнения к Полному словарю (1954) и Большого эсперанто-французского словаря (фр. Grand Dictionnaire Espéranto-Français, вышел в 1957 году). Подготовка этих словарей дала понять, что работа по подготовке нового толкового словаря эсперанто требует значительно большего количества сотрудников, в результате чего Вареньген набрал команду из 59 человек, из которых (кроме уже упомянутых) наибольший вклад внесли А. Альбо и Р. Хаферкорн; многие из сотрудников были признанными авторитетами в своей области и/или состояли в Академии эсперанто; нередко они также уже имели опыт создания узкоспециализированных словарей или справочников.
Подготовка черновой рукописи словаря заняла около пяти лет и закончилась в марте 1965 года, однако ещё в течение года в неё добавлялись отдельные слова и статьи. В окончательном машинописном виде рукопись заняла 3285 страниц и вмещала около 15 250 статей (в сумме толковалось около 39 400 лексических единиц). В конце книги в форме отдельных таблиц были добавлены многочисленные иллюстрации.
Книга была выпущена в 1970 году и, несмотря на критику, быстро завоевала авторитет. Впоследствии было выпущено ещё два стереотипных издания, а в 1987 году Г. Варенгьеном и Р. Левро было подготовлено Дополнение к полному иллюстрированному словарю (эсп. Suplemento al la Plena ilustrita vortaro, SPIV, PIVS), содержавшее около тысячи статей и толковавшее примерно 1300 лексических единиц (в основном, узкоспециализированные термины). На основе PIV было подготовленно несколько эсперанто-национальноязычных словарей, в том числе для китайского, итальянского и персидского языков.

### Подготовка и издание NPIV
В 1990 году исполнительным комитетом Всемирной Вненациональной Ассоциации (которая обладает исключительными правами на издание и переиздание PIV) было принято решение о подготовке нового издания Полного иллюстрированного словаря, которое вместило бы в себя новые технические термины и было бы лишено тех недостатков, на которые указывали критики. Общее руководство было поручено французскому лингвисту М. Гониназу. Г. Варенгьен одобрил намеченный план работ и даже успел дать несколько консультаций, однако смерть помешала ему принять активное участие в работе.
Для подготовки нового издания к работе было привлечено около 150 человек. Предыдущая версия словаря была переведена в электронную форму, были подобраны новые иллюстрации, исправлены допущенные ошибки, названия биологических видов были приведены в соответствие с новыми классификациями, и, разумеется, словарь был заметно пополнен. Издание 2002 года (для него было принято название «Новый полный иллюстрированный словарь эсперанто», эсп. La nova plena ilustrita vortaro de Esperanto; название часто сокращается как NPIV или PIV2002) содержало около 16 780 статей и приводило толкования около 46 890 лексических единиц. По сравнению с предыдущим изданием формат словаря был несколько укрупнён, а иллюстрации были перенесены непосредственно в текст.
Как и предыдущие издания, новый словарь быстро завоевал популярность и (даже несмотря на то, что издано несколько словарей более внушительных по объёму) в настоящее время является, де-факто, лексикологическим стандартом в эсперанто. 2 тысячи экземпляров нового издания были распроданы за два года, и в 2005 году вышло последнее на настоящий момент (2016 год) издание словаря (т. н. NPIV2005). По сравнению с изданием 2002 года оно отличается только исправлением замеченных опечаток и различных типографских дефектов.
4 апреля 2012 года была запущена сетевая версия словаря, доступная по адресу http://vortaro.net Архивировано 25 мая 2012 года..

## Структура словаря
Словарь построен по алфавитно-гнездовому принципу. В алфавитном порядке расположены корни слов, однако в качестве заголовка приводится полная словоформа, при этом окончание одновременно указывает на грамматическую категорию корня (что важно знать для правильного словообразования). Например, корень jun- представлен в форме jun/a («молодой», так как это прилагательный корень), а корень far- — в форме far/i («делать», глагольный корень). Все суффиксальные, префиксальные производные, а также сложные слова представлены в статье, соответствующей основному корню словоформы, в связи с чем пользование словарём требует известной сноровки. К примеру, слово maljuna (старый) необходимо искать в статье jun/a, а слово sakfajfilo (волынка, состоящее из четырёх элементов sak-, fajf-, -il- и -o) — в статье fajf/i (свистеть).
В словаре используются многочисленные сокращения, даже такие, которые редко встречаются в обычных текстах на эсперанто (например, k — сокращение для союза kaj, и). Для указания на принадлежность слова к узкоспециализированной лексике используется набор виньеток (картинок), к примеру, изображение сердца (♥) обозначает принадлежность к анатомии и/или гистологии, а изображение пустого белого квадрата (□) — к физике. Ко многим (но не ко всем) словам приводятся синонимы, гиперонимы и гипонимы (хотя это и не является основной задачей словаря; подобные отсылки приводятся, скорее, для того, чтобы читатель мог сравнить значения смежных понятий и лучше понять толкуемое слово). Сведения по этимологии слов не приводятся. Вместе с названиями животных, растений и анатомических структур приводятся их латинские терминологические эквиваленты.
В словаре приводятся многочисленные примеры словоупотребления, либо написанные создателями словаря (нередко подобные примеры дополняют и расширяют само толкование), либо взятые из произведений авторитетных авторов на эсперанто (при этом авторство сокращённо обозначается после цитаты, однако сам источник цитаты не приводится; подавляющее большинство приведенных цитат принадлежит Заменгофу). При отдельных корнях (в заголовках статей) обязательно указывается, принадлежит ли данный корень к Универсальному Словарю (эсп. Universala Vortaro) или к одному из Официальных Добавлений к Базовому Словарю (тем самым показывается «официальность» корней).

## Выходные данные
Наиболее актуальное издание словаря (PIV2005) имеет следующие выходные данные:
Waringhien G. и др. Полный иллюстрированный словарь эсперанто 2005 = Plena ilustrita vortaro de Esperanto 2005 / М. Гониназ. — Добрыховице (Чехия): «Kava-Pech», 2005. — 1265 с. — ISBN 2950243282.
Словарь представляет собой том в твёрдом переплёте размерами 15,5 на 25 см весом около полутора килограмм. Издание 2002 года имеет обложку красного цвета, тогда как издание 2005 года — синюю.

## Критика
Будучи популярным и воспринимаемым большинством эсперантистов как «нормирующий» словарь, PIV и его последующие издания неоднократно подвергались критике. Многочисленные критические замечания можно свести к нескольким группам:
- Технические замечания: наличие разного рода опечаток, неточных указаний об официальности корней и источниках цитат, нередкие сокращения цитат без указания на это и т. п. К важным замечаниям из этой группы следует отнести наличие в PIV так называемых «скрытых корней», которые используются для толкований отдельных слов или приводятся в цитатах, но сами словарём не толкуются (например, в издании 1970 года в толковании слова brankiopodoj, жаброногие, используется слово filopodoj, не имеющее самостоятельной статьи). В последних изданиях количество таких недостатков сведено к минимуму.
- Фактические ошибки: иногда в PIV встречаются грубые фактические ошибки, к примеру, в издании 1970 года Крым (Krimeo) охарактеризован как «русский полуостров», что тогда совершенно не соответствовало действительности. Сюда же можно отнести использование устаревших научных номенклатур (биологической, анатомической). В последних изданиях количество таких недостатков заметно меньше, чем в издании 1970 года, однако многие термины по-прежнему толкуются неточно или слишком приблизительно.
- Отбор лексического материала: различные комментаторы (в зависимости от того, какие тенденции в развитии эсперанто им более близки) критикуют как включение в словарь различных узкоспециализированных слов и неологизмов, так и наоборот — недостаточное соответствие лексического материала словаря актуальному состоянию эсперанто. Тем не менее, PIV скорее всего представляет собой «золотую середину», так как на эсперанто имеются как словари с бо́льшим количеством «современных слов», так и словари, избегающие их упоминания.
- Ориентация на европейскую культуру: издание 1970 было в значительной мере ориентировано на европейскую и — особенно — французскую культуру. Это легко объяснялось тем, что все сотрудники, принявшие участие при подготовке этого издания, были европейцами, а французы среди них составляли чуть более четверти. Порой доходило до абсурда: например, в издании 1970 года имя собственное Vieno первым значением толковалось как французская река, вторым значением — как французский город Вьенн и лишь третьим значением — как столица Австрии Вена. В последующих изданиях этот недостаток постарались исправить: в PIV2002 было включено значительное количество слов, отражающих реалии исламской, африканской, индийской и восточноазиатских культур, однако европейской культуре и истории по-прежнему уделяется значительно больше внимания.
- Прочее: критиковались также политическая заангажированность словаря (организация, которая его издаёт, имеет ярко выраженную левую направленность) и то, как создатели словаря трактуют те или иные спорные вопросы грамматики эсперанто.

Несмотря на многочисленные замечания (с каждым новым изданием их становится меньше), PIV занимает прочные позиции как наиболее авторитетный словарь эсперанто.

## Доступность
В настоящее время (2021 год) доступно последнее издание (PIV2020). В книжной службе Всемирной ассоциации эсперанто его экземпляр стоит 61,8 евро.
С апреля 2012 года сетевая версия словаря доступна в сети по адресу http://vortaro.net. Работы по созданию этой сетевой версии обошлись примерно в 10 000 евро, которые были собраны благодаря организованной кампании среди эсперантистов всего мира.

## PIV в эсперанто-фольклоре
Будучи значимым феноменом эсперанто-сообщества, PIV часто упоминается в разного рода шутках и каламбурах. Как правило, в них обыгрывается величина словаря (тяжесть) и та излишняя сложность, которую он привносит в эсперанто, который изначально планировался как простой язык. К примеру, в одном из номеров сетевого карикатурного журнала «Vola Püg’» (уже не публикуемого) имелась картинка, озаглавленная «Последние моменты или Как умереть глупой смертью» (на ней изображён человек, с трудом тянущийся вверх, чтобы снять с полки кирпичеподобный PIV, грозящий упасть ему на голову). В небольшом театральном фарсе, озаглавленном «Всеми силами берегись китаеведов!», имеется следующий пассаж: «… а только что вышло второе издание PUV: Plena Utila Verbaro (Полное полезное собрание глаголов), которое содержит таблицы спряжений для более чем 6000 эсперантских глаголов». Известен также каламбур, когда на вопрос «Ĉu vi estas jam plena?» («Ты уже сыт (букв. полон)?» — спрашивается после приёма пищи) даётся ответ: «Jes, kaj ankaŭ ilustrita!» («Да, и даже проиллюстрирован!»).
В эсперанто имеются различные производные от аббревиатуры PIV, например, PIVemulo (человек, придерживающийся норм PIV, часто к нему обращающийся и т. п.), PIVa, nePIVa vorto (соответственно, слово, входящее или не входящее в PIV).